# Singuila
Singuila, de son nom complet Singuila Ngaro Bedaya, né le 19 septembre 1977 à Suresnes, est un chanteur de R&B franco-congolais. 
Il commence sa carrière en 1999 et compte six albums dont le tout dernier intitulé Dans ma bulle, est sorti en avril 2022.

## Biographie

### Éducation et débuts
Singuila nait en 1977 en France d'un père centrafricain et d'une mère brazza-congolaise. Le chanteur a fait partie d'un groupe avant de commencer une carrière en solo, après des essais dans le rap. Encouragé par son grand frère Sylka Yvon Nkouka qui devient alors son manager, il rejoint le collectif Secteur Ä et commence alors sa carrière avec son premier album.

### Carrière
En 2003, il sort son premier album On ne vit qu'une fois. Avec ce premier opus, les singles Aïcha et C'est trop seront des hits. Il est l'invité en featuring de Jamelia, pour son remix de Thank You qui ajoutera un hit de plus.
En 2006, il revient avec un nouvel album intitulé Ghetto Compositeur avec Lino. Les singles issus de l'album sont Le temps passe trop vite et Ma nature.
Il participe en 2007 à la compilation Coupé Décalé Mania : Ça n'ment pas avec Kamnouze et Petit Denis. Il participe également à la création de l'album de Sheryfa Luna en composant notamment le titre Il avait les mots qui devient vite un tube.
En 2008, il reprend la musique de Il avait les mots de Sheryfa Luna (dont il est l'auteur) pour créer Je cherchais les mots - La Réponse. Cette chanson est alors comme son titre l'indique la réponse à Il avait les mots.
En 2009, il sort un nouvel album intitulé Ça Fait Mal, Le même titre que la piste 3 du même album, qui celui-ci est un hommage à son père décédé. Reviens je t'en prie et J'suis KO en duo avec Marc Antoine, sont les singles issus de l'album.
Il réalise en 2013 avec Pit Baccardi de Empire Company le remix du titre Je ne donne pas le lait de l'artiste camerounais Duc-Z. En 2013, il devient  parrain de l'association World for Tchad.
En 2017, il sort son quatrième album intitulé Entre deux. On y retrouve le titre Rossignol en collaboration avec Youssoupha sur la piste 16 et Retour de flamme sur la piste 1.
En 2018, lors du forum UMOD2018 organisé par Universal Music Afrique, il signe un contrat et annonce la sortie d'un album en 2019. La même année, il présente à Douala, au Cameroun, le premier artiste de son label Ghetto Compositeur Recordz (GC Recordz) Ful.
En 2016 et 2017, il est juré dans The Voice Afrique francophone, émission durant laquelle il se lie d'amitié avec la chanteuse Charlotte Dipanda avec laquelle il effectuera par la suite plusieurs collaborations, que ce soit sur disque ou sur scène. 

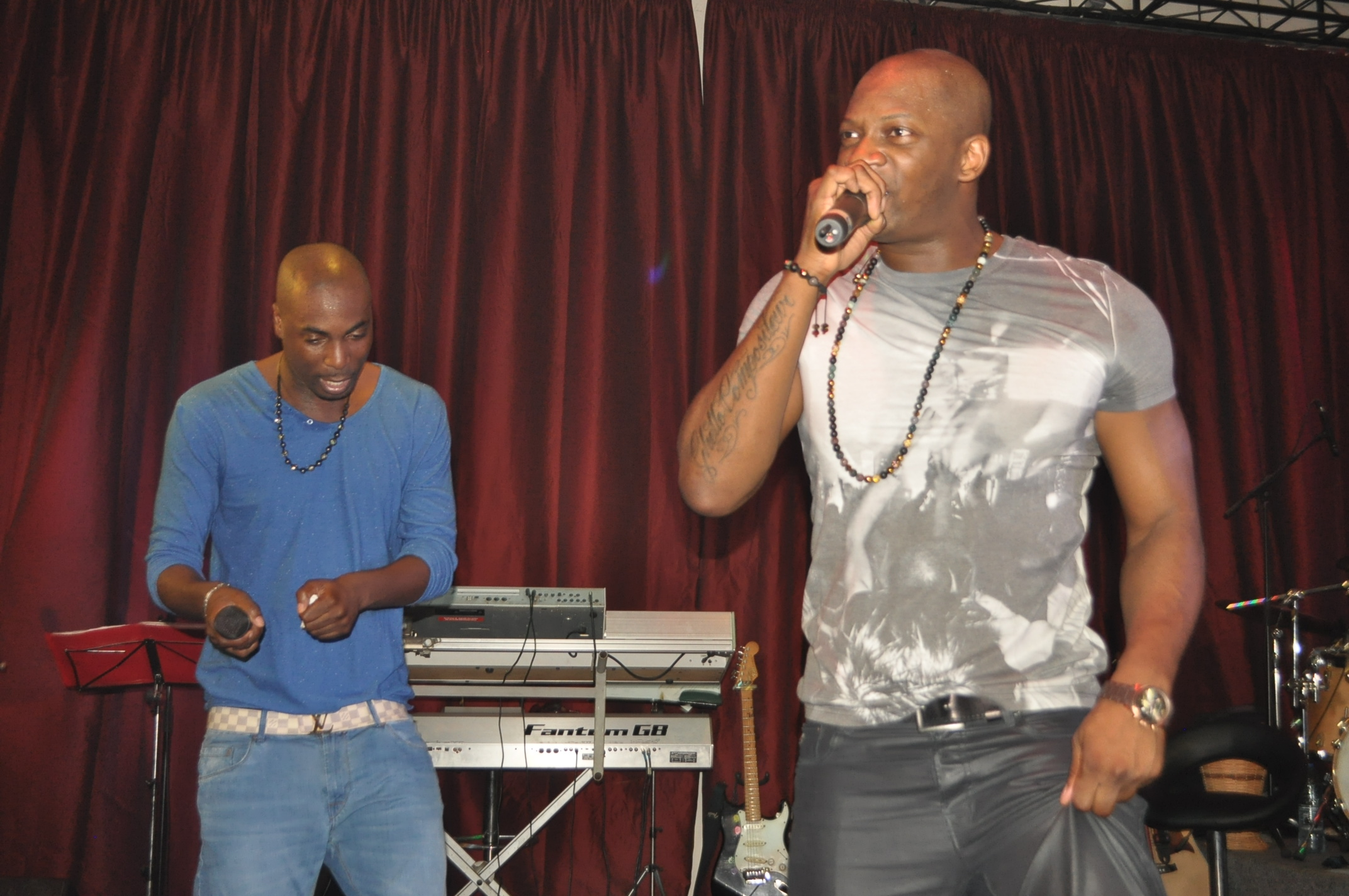
Singuila et Dave Siluvangi sur la scène du Yaoba à Yaoundé.

Son EP Trilogie, sorti en 2019, rencontre un énorme succès[réf. nécessaire]. On y retrouve les chansons  La femme de quelqu'un avec Koffi Olomide et L'amour ne suffit avec Hiro chanteur ex membre du groupe Bana C4.
Le 12 février 2021, Singuila sort son cinquième album studio intitulé Docteur Love.
En 2025, il fait partie du jury de l'émission de télérélaité panafricaine Nouvelle Reine, diffusée sur Canal+ Afrique, aux côtés de la reine de beauté ivoirienne Awa Sanoko et de la styliste sénégalaise Adama Paris.

## Discographie

### Albums

#### 2003:On ne vit qu'une fois
1. C'est pour le A
2. Ma conscience
3. J'avance en chantant
4. Préparatifs
5. Aicha
6. Moi et mes gars
7. Comme personne
8. Elle me saoule
9. Je doute
10. Tournons la page
11. C'est trop
12. Malédiction
13. Le roi des connards
14. En bas de ma fenêtre
15. Évité
16. Trop tard

#### 2006:Ghetto Compositeur
1. Intro
2. Ghetto compositeur
3. Ma nature
4. Le misérable
5. Reste telle que tu es
6. Le temps passe trop vite
7. Interlude Outsider
8. Outsider
9. Femme pressée
10. L'enfant du pays
11. Apprendre à pardonner
12. Interlude l'imposteur
13. L'imposteur
14. Les amoureux du hip-hop

#### 2009:Ça fait mal
1. Reviens je t'en prie
2. Ça fait mal
3. J'suis KO
4. Ça n'ment pas
5. Opté
6. Pour y croire encore
7. Je déteste ma vie
8. Le chemin
9. Pour elle
10. Étincelle
11. Moi moi moi
12. Il n'est pas là
13. La nuit
14. Il n'a fallu
15. Impatient de la voir

#### 2017:Entre deux
1. Où est ma douce
2. Retomber sur mes pieds
3. Ay mama
4. I Love Paris
5. Elle ne veut plus perdre de temps avec Sofiane
6. Ça va se gâter
7. Solitude
8. Ça devient chaud
9. Revers brutal
10. Je voulais juste
11. Ma liberté
12. Ça ne te ressemble pas
13. Mon père c'est ma mère
14. Le fan
15. Rossignol ft. Youssoupha

#### 2021:Docteur Love
1. Ma go
2. La femme de quelqu'un avec Koffi Olomide
3. L'amour ne suffit pas, avec  Hiro
4. Chéri Chérie
5. Elle n'a pas mon temps
6. Tu te laisses aller
7. Où est mon âme sœur
8. Du lion au canard
9. Les gars
10. Si tu ne te retiens pas avec Charlotte Dipanda
11. Belle avec Fally Ipupa
12. Je reste au pays avec Tenor et Didi B

### EP

#### 2019:La Trilogie
1. Ma go
2. La femme de quelqu'un avec Koffi Olomide
3. L'amour ne suffit pas avec Hiro

### Singles
- 2003 : Ma conscience
- 2003 : C'est trop
- 2003 : Aïcha
- 2004 : J'avance en chantant
- 2006 : Le temps passe trop vite
- 2006 : Ma nature
- 2008 : Je cherchais les mots
- 2009 : Reviens je t'en prie
- 2009 : J'suis KO avec Marc Antoine
- 2010 : Ca fait mal
- 2011 : Je la veux (remix de Hold U de Gyptian)
- 2011 : Le sang chaud
- 2012 : Mieux loin de moi
- 2013 : Doliprane
- 2013 : All night avec Red Eye Club
- 2013 : Qu'est-ce qu'elle est bonne avec Soprano
- 2014 : Ma liberté
- 2014 : Rossignol avec Youssoupha
- 2015 : Rossignol avec Kevin Lyttle et Youssoupha
- 2016 : Retour de flamme
- 2017 : Ay mama
- 2018 : Faut pas me toucher
- 2019 : Ma go
- 2019 : La femme de quelqu'un avec Koffi Olomidé
- 2019 : L'amour ne suffit pas avec Hiro
- 2020 : Belle avec Fally Ipupa
- 2020 : Boniments
- 2020 : Les Gars

### Participations

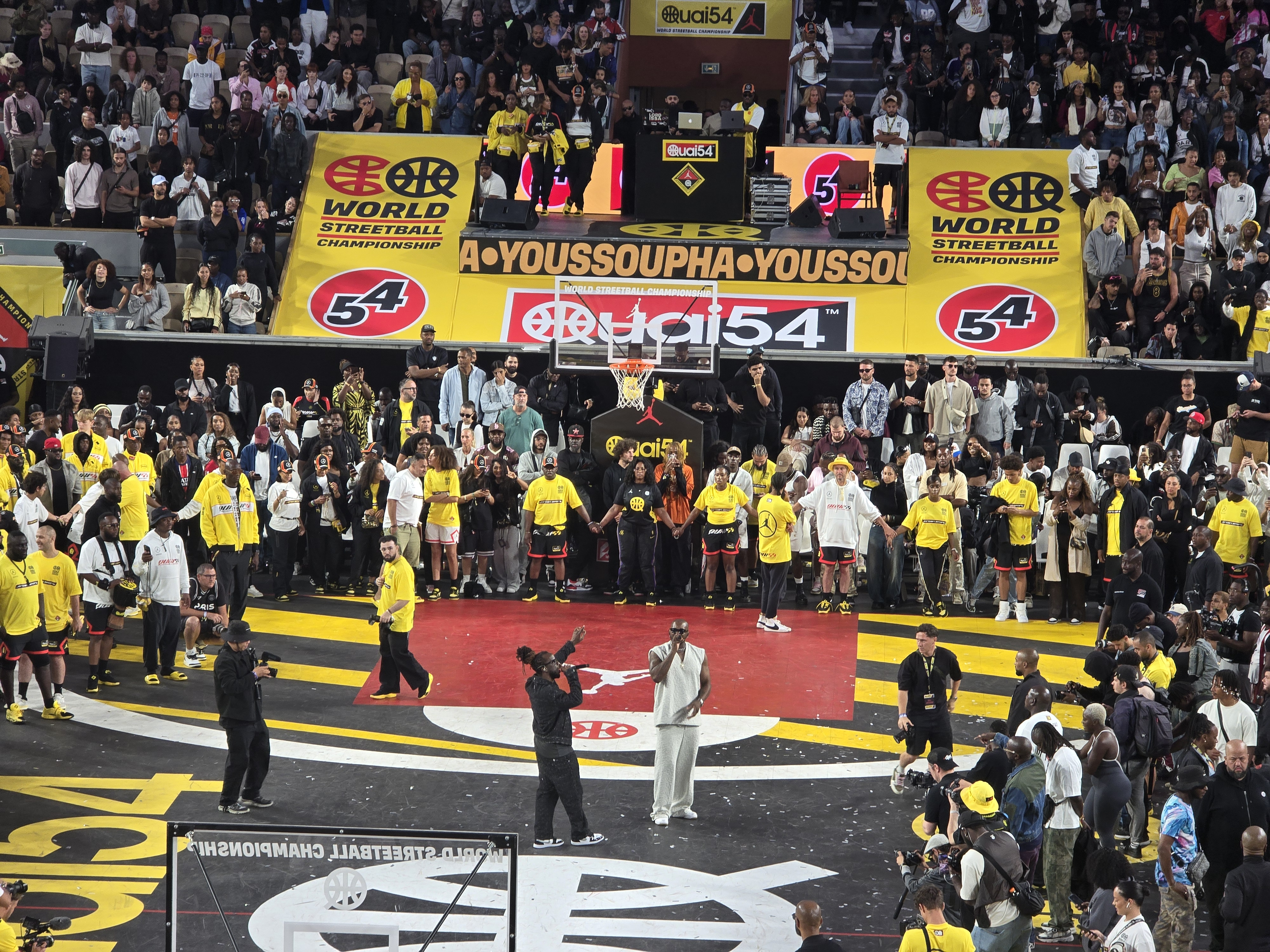
Singuila et Youssoupha au Quai 54 2025.

- 2004 : Amade - Chanter qu'on les aime  feat. Corneille (chanteur), Florent Pagny, Natasha St-Pier, Nolwenn Leroy, Yannick Noah, Jenifer, Chimène Badi, Diane Tell, Calogero, Bénabar, Tété, Diam's, Anthony Kavanagh, Nâdiya, Tragédie (groupe), Willy Denzey, Matt Houston (chanteur), Lokua Kanza, M. Pokora et Singuila.
- 2020 : Joé Dwèt Filé - Égoïste feat. Singuila
- 2024: Dadju & Tayc - Le contrat (sur l'album Héritage)